# Монпупон (замок)
Монпупо́н (фр. Château de Montpoupon) — средневековый замок в департаменте Эндр и Луара, в центре Франции в регионе Долина Луары. Расположен к востоку от Тура и в 10  км к югу от Монришар. Монпупон находится всего в нескольких километрах от знаменитого замка Шенонсо. С января 1966 года комплекс Монпупон включён в число исторических памятников Франции.

## История

### Ранний период

#### Основание замка

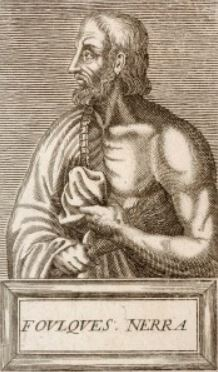
Фульк III Нера, основатель замка Монпупон

В Средние века контроль за данной местностью имел важное значение. На рубеже X-XI века укрепление Монпупон располагалось на полпути между городом Лош (который находился в руках графа Фулька III Нерра) и Монришаром (принадлежащим графу Эду I де Блуа, а затем его сыну Эду II де Блуа). Долгое время влиятельные вельможи вели отчаянную борьбу за обладание этой землёй.
Фульк III Нерра, граф Анжу, известный под прозвищем Чёрный Сокол, был одним из самых способных полководцев Средневековья. Ему принадлежали части сеньории Амбуаз на Луаре, в том числе несколько замков и городов. Расширяя свои владения, граф захватил много крепостей: Самблан, Ланже, Монбазон и другие. Он провёл большую часть своей жизни в войнах с соседями. Самым сложным оказалось противостояние с графом Эдом I де Блуа (владельцем графства Блуа), который владел крепостями Монришар, Сен-Эньян, Шинон, Сомюр и другими.
Фульк III Нерра, чья безжалостность вызывала ужас даже у привычных в жестокости людей средневековой Франции, периодически начинал каяться в содеянном и пытался вымолить прощение. Для этого он однажды отправился паломником в Святую Землю. После возвращения Фульк III Нерра увидел, что его земли разорены графом Эдом II де Блуа. Тогда вчерашний кающийся грешник вновь вспомнил о прежней кровожадности. Он решил вести борьбу за земли, примыкающие к Монришару, родовому владению своего врага. Для начала Фульк III задумал построить на границе мощную крепость. Это позволило бы держать под контролем долину реки Шер и дорогу из Блуа в Лош. Положение замка Монпупон на этом маршруте Аквитании, естественно, вызывало серьёзное беспокойство у Эда II де Блуа. Но помешать строительству замка он не смог.
В 1012 году Фульк III Нерра вернулся из второго паломничества в Святую землю. На этот раз он решил перейти от обороны к нападению. Целью для захвата граф избрал замок Монришар. Но сначала следовало основательно подготовиться. Открытая война началась только через четыре года. В 1016 состоялось сражение между двумя армиями. В кровопролитной битве при Понлевуа около 6000 человек были убиты или попали в плен. С этой победой Фульк III Нерра начал успешно расширять свои владения.
В 1040 году по возвращении из третьего путешествия в Палестину Фульк III Нера скончался. Но до этого он потратил много средств и сил для возведения неприступных укреплений замка Монпупон. К первой постройке — донжону, —  постепенно прибавлялись внешние стены, другие башни, рвы и прочие объекты фортификации.

#### Во владении семьи Амбуаз
К началу XII века замок Монпупон перешёл под контроль могущественной семьи д'Амбуаз.  
В 1151 году Генрих II Плантагенет, будущий король Англии, вступил во владение Анжу, Туренем и Мэном. Заключив в брак с Алиеонорой Аквитанской, он стал хозяином значительной части западной и южной Франции (Аквитании). Эти территории были равны владениям короля Франции. Открытый конфликт между Лондоном и Парижем стал неизбежен. Но для начала монархи постарались привлечь на свою сторону самых влиятельных лордов. 
Гуго II д'Амбуаз, владелец Монпупона, принял сторону Генриха II Плантагенета, который был провозглашён английским королём в 1154 году. Всё это привело к многочисленным конфликтам с соседними владетельными семействами, которые в свою очередь присягнули королю Франции Людовику VII. Конфликты не утихли и после того, как к власти в Англии пришёл Ричард I Львиное Сердце, а во Франции — Филипп II Август. Армия французского короля после двухмесячной осады захватила Монпупон. Однако вмешательство римского папы на некоторое время приостановило боевые действия в Долине Луары. Оба короля отправились в Крестовый поход.
Иоанн Безземельный, воспользовавшись отсутствием своего брата Ричарда I, попытался узурпировать корону Англии (включая захват власти над владениями на территории Франции). Но Сульпис III д'Амбуаз, сын Гуго II д'Амбуаза, решил перейти на сторону французского короля. Это оказало важное влияние на дальнейшие события. Иоанн Безземельный в 1199 году после смерти брата всё-таки сумел стать королём Англии. Но ему не хватало способностей для удержания под своим контролем обширных владений во Франции. В 1204 году Филипп II Август после осады захватил Тур. И вскоре вся Турень оказалась во власти короля Франции.
Правда, конфликты между англичанами и французами не прекратились. В XIV веке началась Столетняя война. В ходе бесчисленных военных походов долина Шер была разорена. Но англичане так и не смогли захватить столь важную крепость, как Монпупон. Однако многочисленные осады и недостаток средств для восстановления укреплений привели к тому, что к концу Столетней войны замок лежал практически в руинах.

### Новое время

#### Во владении семьи де При

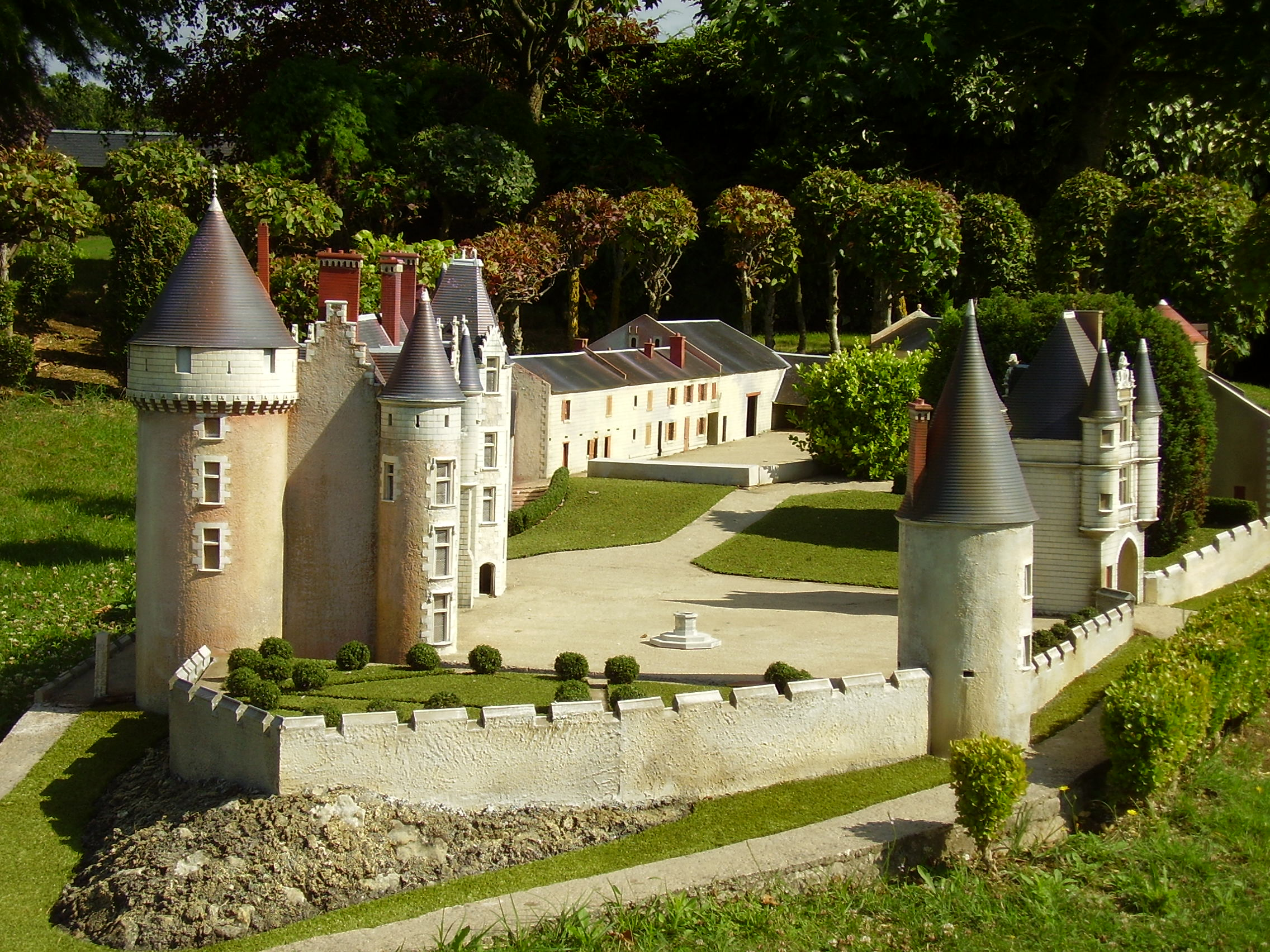
Макет замка Монпупон в парке, посвящённом истории Долины Луары

Не очень понятно как именно, но с конца XV века замком Монпупон стала владеть семья де При. Вероятно, всё произошло ещё во время правления Филиппа II Августа. Он несколько раз приказывал отправлять в темницы замка своих врагов. А контроль за этим поручал некоему Филиппу де При. Первое упоминание о нём относится к 1328 году. Со временем де При стал не просто комендантом и управляющим замком, но и сумел заполучить его в наследуемое владение. В результате крепостью Монпупон владели несколько поколений семьи. От Филиппа де При до его правнука Антуана де При и далее.
Антуан де При принимал участие в снятии осады Орлеана, которым командовала Жанна д'Арк. Завоевав доверие короля Карла VII, Антуан де При получил в дар титул первого барона Турени. И барон начал восстановление замка, почти полностью разрушенного в предыдущие годы. Однако вместо неприступной крепости Антуан де При и его супруга решили построить роскошную резиденцию. От прежнего главного здания оставались только стены. Но собственники смело использовали их как основу при создании нового особняка в новомодном стиле Ренессанса. Вместо прежних узких окон, напоминавших скорее бойницы, появились широкие проёмы. Помещения стали более светлыми и комфортными. При этом были сохранены мощные башни. Только теперь они стали скорее угловыми украшениями главного здания, а не объектом обороны.  
Луи де При, сын Антуана, унаследовал поместье около 1490 года. Кстати, он стал последним обладателем титула Великого магистра королевской кухни. В будущем это звание больше никому не присваивалось. Однако Анутан умер, не оставив наследника мужского пола. Поэтому замок перешёл во владение его младшего брата, Аймара де При. Именно он стал бароном Монпупон в 1527 году.
Аймар де При числился советником короля Карла VIII и сопровождал монарха во время завоевательного похода против Неаполитанского королевства в 1495 году. Советник был так впечатлён увиденным в Италии, что решил провести реконструкцию Монпупона. В итоге замок был украшен многими элементами декора, которые сохранились до нашего времени. В числе прочего появилась изящная двухэтажная башня над главными воротами. Это здание с подъёмным мостом оказалось в первую очередь не сугубо оборонительным сооружением, а настоящим шедевром французской архитектуры эпохи Возрождения.
Уважение к семьи де При испытывал и следующий король — Франциск I. Он не раз останавливался во время своих поездок по стране в замке Монпупон. Тем более, что там имелась специальная королевская спальня. В свое время её отделкой занимались мастера, приглашённые из Италии.
В 1523 году Аймар де При получил должность Великого магистра арбалетчиков. На тот момент это был один самых престижных титулов. Однако именно де При стал и последним обладателем титула (как ранее его предок в статусе магистра кухни). Очень скоро более актуальным стал титул Великого магистра артиллерии.
В старости Аймар де При оказался вовлечён в мятеж Карла III де Бурбона и попал в тюрьму. Благодаря снисходительности Луизы Савойской (матери Франциска I) он был освобожден в 1525 году.
От своей первой супруги, Клод де Шуазель, у Аймара При остались две дочери. Одна из них, Рене де При, стала ближайшей подругой герцогини Клод Французской, дочери Людовика XII и жены Франциска I. То есть Рене стала очень влиятельной дамой.  
Аймар де При скончался около 1527 года. 

#### Во власти женщин
Прошло много времени, прежде чем владельцев замка стал Аймар II де При (правнук Аймара де При). Он был очень жестоким и невоздержанным человеком. Согласно легендам, он убил из аркебузы человека, который отвечал за работу подъёмного моста, но не успел опустить его достаточно быстро при прибытии хозяина. Точно так же, по слухам, Аймар II де При убил священника перед алтарем часовни замка Монпупон, потому что тот начал службу, не дождавшись пока прибудет опаздывающий владелец замка. Этот истеричный и грубый человек женился на Луизе Отемер, дочери маршала Гильома де Отмера Фервакса. Ей тоже пришлось испытать скверный характер мужа. Уверяют, что он заточил её в тюрьме замка, заподозрив в неверности.
Наследником оказался Луи де При. Он женился на Франсуазе де Сен-Желе (Лузиньян). В семье родилось две дочери: Шарлотта и Луиза. В 1642 году Франсуаза де Сен-Желе Лузиньян занимала должность матери-гувернантки при Людовике XIII. Король не забыл её и впоследствии приумножил благосостояние Франсуазы. После смерти Луи де При род пресёкся по мужской линии.
Луиза, дочь Луи и Франсуазы де При, оказалась благодаря своей красоте необычайно популярна в Парижа. В 1650 году она вышла замуж за маршала Франции Филиппа де Ламот-Уданкура. Он умер в 1657 году. Вдове было всего 34 года. Она покинула Париж и прожила много лет в Монпупоне. В 1664 году мадам де Монпансье предложила Луизе де При должность гувернантки для детей Людовика XIV. Ключевым аргументов стало благочестие вдовы (что было весьма нетипично для парижских нравов XVII века), . Луиза де При согласилась заняться воспитанием детей Людовике XIV и фактически стала управляющей их дома. Дочь Луизы, Шарлотта де Ламот-Уданкур герцогиня Вентадур, также смогла занять видное место при дворе. Этот талант преемственности передавался от матери к дочери три поколения подряд. 
Однако замок Монпупон долгое время являлся предметом судебных тяжб. Всё запутала Луиза де Ламот-Уданкур, которая отказалась от прав собственности. После сложной цепочки разбирательств о праве наследования собственницей Монпупона стала Изабель Габриэль де Ламот-Уданкур, жена Генриха Франсуа, герцога де ла Ферте-Сеннетер. Правда, супруги многие годы находились под следствием и почти не видели друг друга. После очередной череды разбирательств замок Монпупон достался Франсуазе Шарлотте де ла Фертеих. Затем от неё имение перешло к Филиппу-Луи Тибо де ла Карту, маркизу де ла Ферте-Сеннетер. В 1763 году из-за отсутствия средств для поддержания резиденции в должном состоянии он решил продать замок. Комплекс Монпупон приобрёл маркиз Николя де Тристан за вполне скромную сумму — 60 000 ливров.

### Новое время

#### Маркиз Тристан
Маркиз де Тристан обладал выдающимися способностями в сфере обогащения. Он занимал много должностей и сумел получить немало громких титулов и вдажений. Но особой его любовью пользовался замок Монпупон. 
Николя Тристан в молодости продал владения в Пикардии, чтобы купить торговые корабли. Затем он был офицером в пехотном полку. В феврале 1732 года Тристан женился на Маргарите Джуди де Шамп. На накопленные средства (в том числе от приданого) он приобрёл Монпупон. Новый собственник немедленно начал реставрационно-восстановительные работы в замке. Он решил придать резиденции прежнее великолепие, не считаясь с расходами. Следует иметь в виду, что замок находился в полном упадке. Он долгое время служил прибежищем для окрестных фермеров. Интерьеры комплекса находились в плачевном состоянии. Но крестьян изгнали и за дело взялись строители. 
Марких Николя де Тристан не успел завершить масштабные работы по восстановлению замка. Он умер в 1765 году. Непростой труд продолжил его сын Николя Мари де Тристан, которому по наследству достался замок Монпупон. Новый владелец родился 30 августа 1733 года. Ему довелось славно послужить королю и отечеству. Ещё в молодости за смелость Николя Мари стал рыцарем ордена Святого Людовика. Затем он принимал активное участие во время кампании в Италии в период с 1747 по 1748 год. А в дальнейшем воевал на полях сражений Семилетней войны. 
Вступив в права наследования замком Монпупон после смерти отца в 1765 году, Николя Мари обнаружил много проблем в документах, касающихся прав собственности. В итоге наследник в ходе сложного процесса добился ратификации своих прав. В 1772 году было подтверждено его право собственности.
С 1771 года маркиз де Тристан проживал в Орлеане. Но он постоянно приезжал в Монпупон для контроля масштабных работ. По распоряжению маркиза белили потолки, расширяли дверные проёмы, а деревянные конструкции (в том числе лестницы) заменяли каменными. На каждом этаже вместо лабиринтов помещений пробивали прямые коридоры, создавая анфилады. Вокруг зданий создавали цветочные клумбы во французском стиле. Многие решения в геометрии парка были придуманы именно в ту эпоху. 

#### Эпоха перемен
Замок Монпупон в целом благополучно перенёс бурные годы Великой Французской революции. В процессе борьбы с «пагубным наследием прошлого» пострадала только часовня. Её почти полностью разрушили якобинцы. Камни, оставшиеся после сноса этого здания, долгое время оставались на месте. Затем некоторые из них использовали при ремонте замка. 
Николя Мари де Тристан умер в Орлеане 7 августа 1820 года. Ему было 87 лет. Его вдова Мария-Терез-Полин Биго де Шерель оставалась собственницей замка Монпупон до своей смерти в 1830 году. 
После очередного судебного процесса о наследовании, имение в 1831 году было разделено. Старшая дочь маркиза, Мария-Жозеф-Софи де Тристан и её супруг маркиз Пьер Себастьен-Ирен Биго де Ла Туан, стали владельцами замка. Однако земли поместья были существенно сокращены. От прежних просторов осталось только 486 гектаров. Доходов от этой земли не хватало на поддержание резиденции в прежней роскоши. 
Маркиз и маркиза де ла Туан редко бывали в Монпупоне. В основном они проживали в Орлеане. И всё же супруги не забывали о поместье. Замок не был заброшен. При любой возможности средства направлялись на реставрацию резиденции. 
Маркиз де Труан умер в 1834 году. Его наследники не переживали о судьбе родовой собственности. Они решили продать замок Монпупон и окружающие его земли. 2 марта 1836 года состоялась сделка в пользу господина Бенуа Элизабет Ланселот Гарнье де Фарвиль. Стоимость покупки составила 180 000 франков.

### XIX-XX века

#### Во владении семьи Фарвиль
Семья Фарвиль превратила замок в место своего постоянного проживания. Новые владельцы значительно обогатили коллекцию картин и старинной мебели в резиденции. В частности в гостиной появились гобелены и предметы мебели эпохи Людовика XVI.
Месье де Фарвиль стремился сделать поместье Монпупон прибыльной собственностью. Он не стал создавать модные ландшафтные парки или изящные сады с павильонами, а тратил много сил, развивая посевы, строя мельницы и модернизируя фермы. К 1840 году почти все окрестные земли представляли собой возделанные поля. В основном они до сих пор используются в сельскохозяйственных целях. 
К концу своей жизни месье де Фарвиль добился превращения поместья Монпупон в рентабельное преуспевающее хозяйство. Он умер в Орлеане 5 февраля 1856 года. Однако его вдова и дети не имели желания продолжать дело почившего главы семьи. Замок и земли были выставлены на продажу. 1 апреля 1857 поместье Монпупон с замком, со всеми постройками и полями общей площадью пятьсот гектаров были куплены господином Жаном Батистом Леоном де ла Мотт Сен-Пьер за 314 000 франков.

#### Семья де ла Мотт Сен-Пьер
Жан-Батист де ла Мотт Сен-Пьер родился 14 декабря 1806 года в Бове. Новый собственник поместья и резиденции Монпупон некогда уже был владельцем замка. Ему по наследству достался замок Аржи. Но содержание крупного дворцового комплекса оказалось столь накладным, а доходы от сравнительно небольшого имения столь низкими, что Жан-Батист де ла Мотт Сен-Пьер предпочёл продать родовой замок. В 1855 году он выручил неплохие деньги. Но мечта о собственной резиденции не оставляла его и покупка поместья Монпупон оказалась идеальным решением. Господин де да Мотт Сен-Пьер приобрёл прекрасную резиденцию и прибыльное поместье. Он также как и его предшественники сделал замок местом своего основного проживания, перебравшись сюда вместе с супругой Клементиной.
Новые собственники решили вернуть резиденции прежний блеск. Проведённая ими реконструкция фасадов замка Монпупон в целом сохранилась до нашего времени. В частности появилась главная каменная лестница. Одновременно семья да ла Мотт, помня о вынужденной продаже прежнего владения, стремилась сохранять рентабельность поместья. Вопросами развития ферм охотно занялся Эмиль, старший сын владельца Монпупона. После смерти отца в 1872 году он и стал новых собственником замка.
Эмиль Леон де ла Мотт Сен-Пьер родился 18 марта 1838 года. Тогда его отцу ещё принадлежал замок Аржи. В молодости Эмиль учился в Париже и был принят в Школу вод и лесов в 1857 году. Он получил должность смотрителя вод и лесов в Беарне, в Гаскони, а затем в Вьерзоне. в 1868 году он завершил карьеру и вместе с супругой Лорой-Габриель поселился в замке Монпупон. Пара много сделал для превращения резиденции в более комфортное жильё. 
Благодаря образованию и прежнему опыту, Эмиль Леон де ла Мотт Сен-Пьер оказался хорошим специалистом в деле сохранения и приумножения лесных богатств. Приобретая примыкающие к поместью земли он значительно расширил принадлежащие семье территории. Одновременно он проводил масштабные работы по расширению площадей, где произрастали ценные породы деревьев. В частности хвойные и дубовые рощи. В 1873 году Эмиль при поддержке влиятельных соседей создал заказник, где можно было заниматься охотой на оленей.
Помимо прочего, Эмиль Леон де ла Мотт Сен-Пьер старался развить и благоустроить быт окрестных жителей. В 1874 году он стал мэром соседнего городка Сере-ла-Ронд и оставался в этой должности в течение 36 лет. 
Эмиль Леон де ла Мотт Сен-Пьер умер 10 мая 1912 года. Новым собственником поместья стал его третий сын Бернард. Два его старших брата отказались от прав наследования, не желая проживать в сельской провинции.
Бернар Шарль Мари де ла Мотт Сен-Пьер родился 28 августа 1875 года в замке Монпупон. В молодости он получил военное образование и служил в драгунском полку. В 1911 году офицер женился на Терезе Беэш. До 1914 года семья проживала в Монпупоне. 
2 августа 1914 года Бернар де ла Мотт Сен-Пьер был срочно вызван в действующую армию. Началась Первая мировая война. Бернар провёл на фронтах четыре года. Он был ранен, после выздоровления дослужился до звания капитана и наконец в марте 1919 года оказался демобилизован. К счастью, боевые действия не затронули поместье. Долгие годы войны всеми делами занималась Тереза де ла Мотт Сен-Пьер. 21 сентября 1918 года она родила дочь Соланж. Девочка оказалась единственным ребёнком супругов де ла Мотт.
Вернувшись с войны, Бернар де ла Мотт Сен-Пьер деятельно взялся за реконструкцию замка. Он начал масштабную модернизацию: провёл электричество, водопровод и центральное отопление. Доходы от сдачи земель в аренду фермерам позволяли жить безбедно вплоть до конца 1930-х годов.

#### Оккупация
Во время Второй мировой войны замок в начале лета 1940 года был захвачен частями вермахта. Зная о стремительном наступлении немцев, собственники спрятали наиболее ценное имущество в подземельях старинной башни. Владельцы не покидали замок во время оккупации. После капитуляции Франции и проведения демаркационной линия между северной частью страны и землями, которые переходили под контроль правительства Виши, немецкие солдаты уже 22 июня 1940 года покинули Монпупон. Никакого ущерба замку нанесено не было.
3 августа 1944 года маркиз де Коз, объявивший себя членом Сопротивления, и печально прославившийся актами террора, ворвался во главе группы вооружённых людей в замок и взял в заложники Бернара де ла Мотта Сен-Пьера и его дочь. Мадам де ла Мотт Сен-Пьер добровольно присоединилась к родственникам. Всех троих вывезли в лес Бруар и потребовали выкуп за освобождение. Однако вмешательство отрядов реального французского Сопротивления спасло семью. Всех троих заложников отпустили домой. 

#### Послевоенные годы
После войны жизнь в поместье Монпупон стала возвращаться в привычное русло. Будучи весьма пожилым человеком, Бернар де ла Мотт Сен-Пьер отошёл от дел и в 1951 году официально передал всю собственность в управление своей дочери Соланж. Поле смерти отцы 6 июля 1956 года она стала единственной хозяйкой замка. Мадам Соланж де ла Мотт Сен-Пьер в молодости училась в частной школе в Париже. В 1936 году она получила степень бакалавра, а в 1939 году сдала экзамены на юриста. Некоторое время она работала в Лувре. С конца 1940-х годов Соланж полностью переключилась на дела родового поместья. С той поры долгие годы она управляла унаследованными землями. 
28 января 1966 замок Монпупон был включён в список исторических памятников Франции. 
В 1971 году главное здание резиденции было открыто для посетителей. Сначала доступными сделали часовню, библиотеку и те хозяйственные постройки, где прежде размещались конюшни и конные экипажи. Позднее для туристов открыли и другие помещения. 
С 1990-х годов Соланж де ла Мотт Сен-Пьер привлекла к управлению замком своего внучатого племянника графа Амори де Лувенкура. В 1995 году он создал в замке музей. А в 2005 году после смерти двоюродной бабушки стал новым владельцем имения. 
В XXI веке для посетителей открыты 11 залов замка и 30 различных помещений. 

## Замок в кино
Замок Монпупон не раз становился декорацией при съёмках фильмов и сериалов. В частности его можно увидеть в следующих картинах:
- «Три мушкетера» (художественный фильм, Франция-Италия, 1961 год)
- «Квентин Дарвард» (мини-сериал, Франция-Германия, 1971 год)

## Галерея

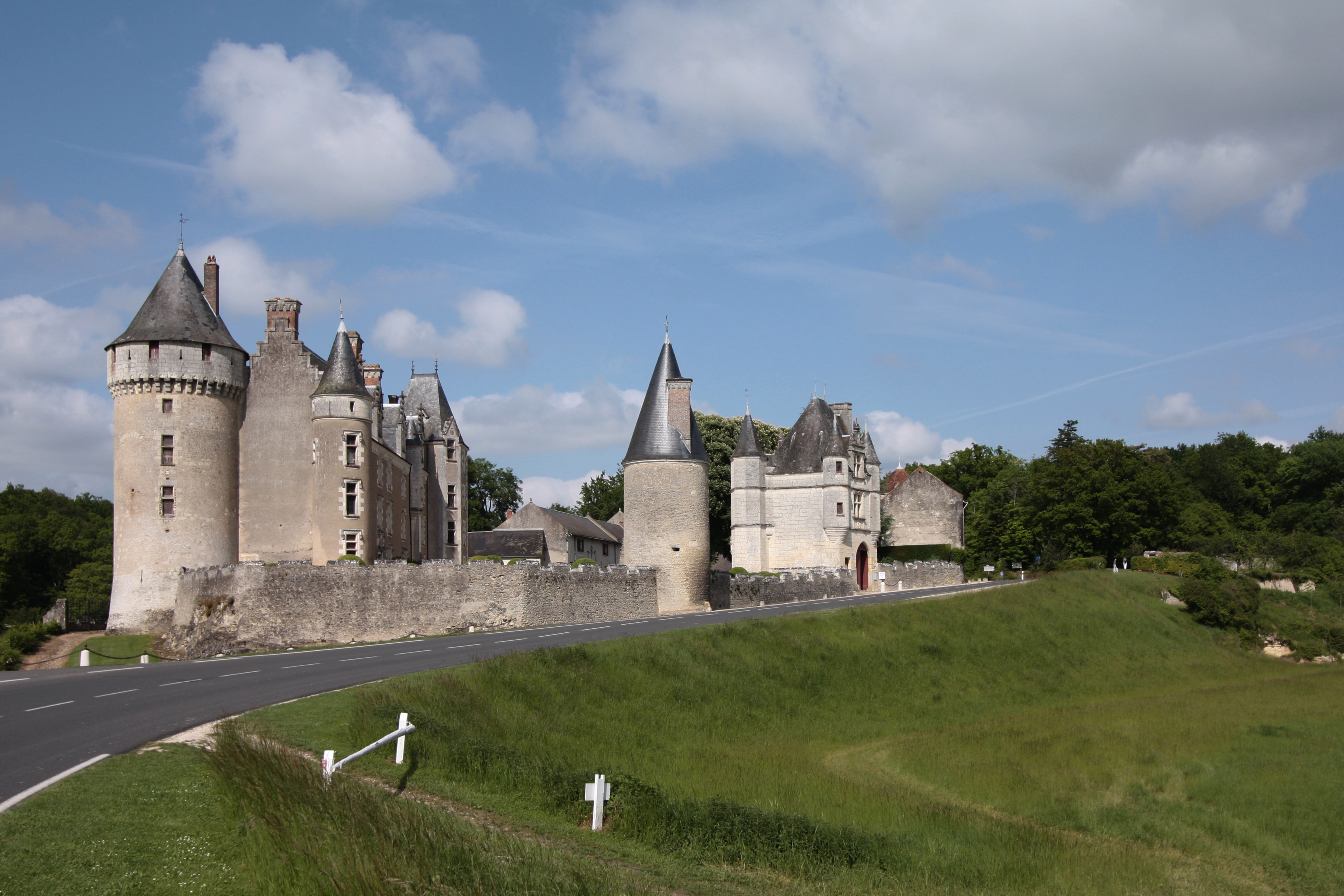
Общий вид замка
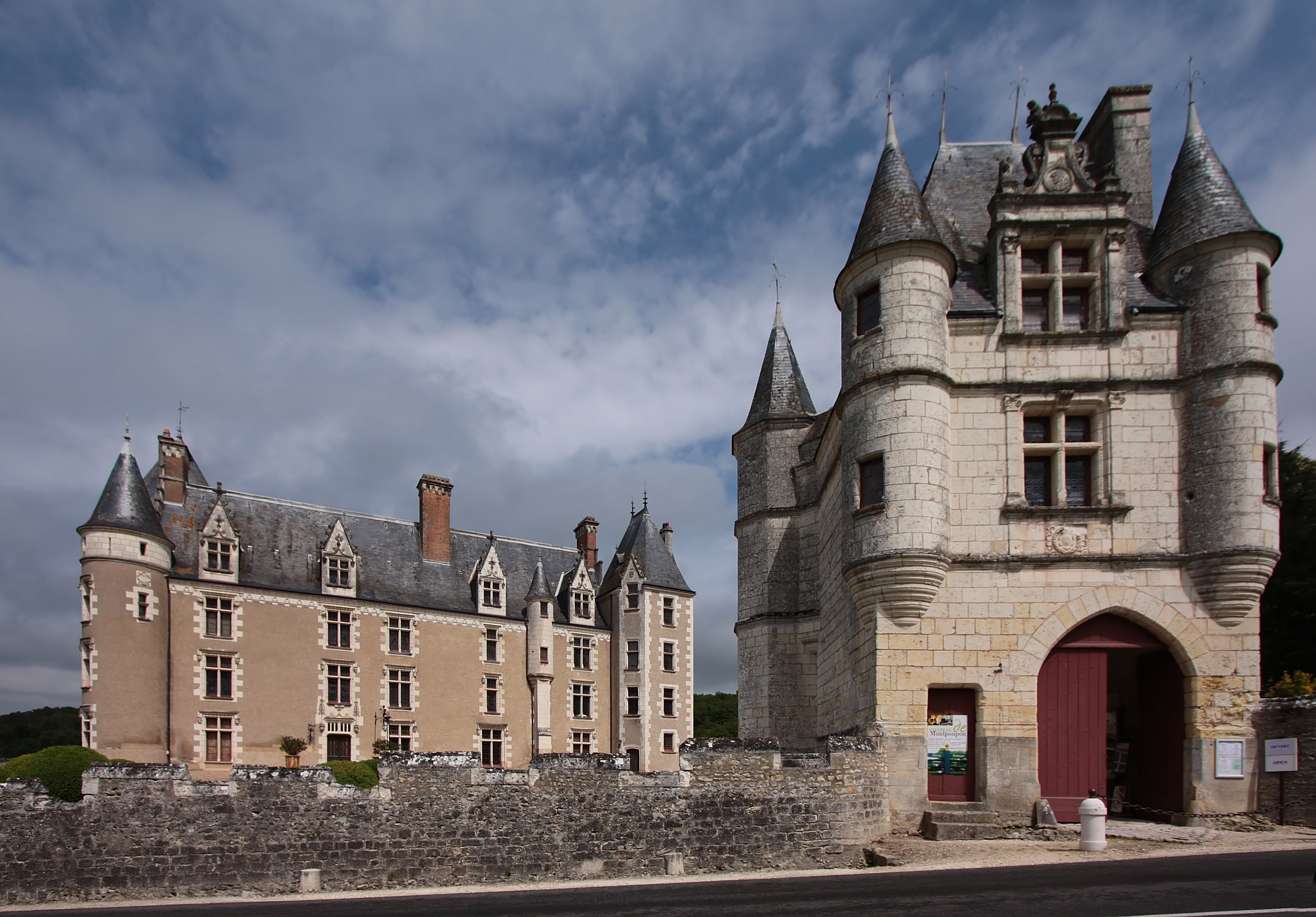
Башня над главными воротами
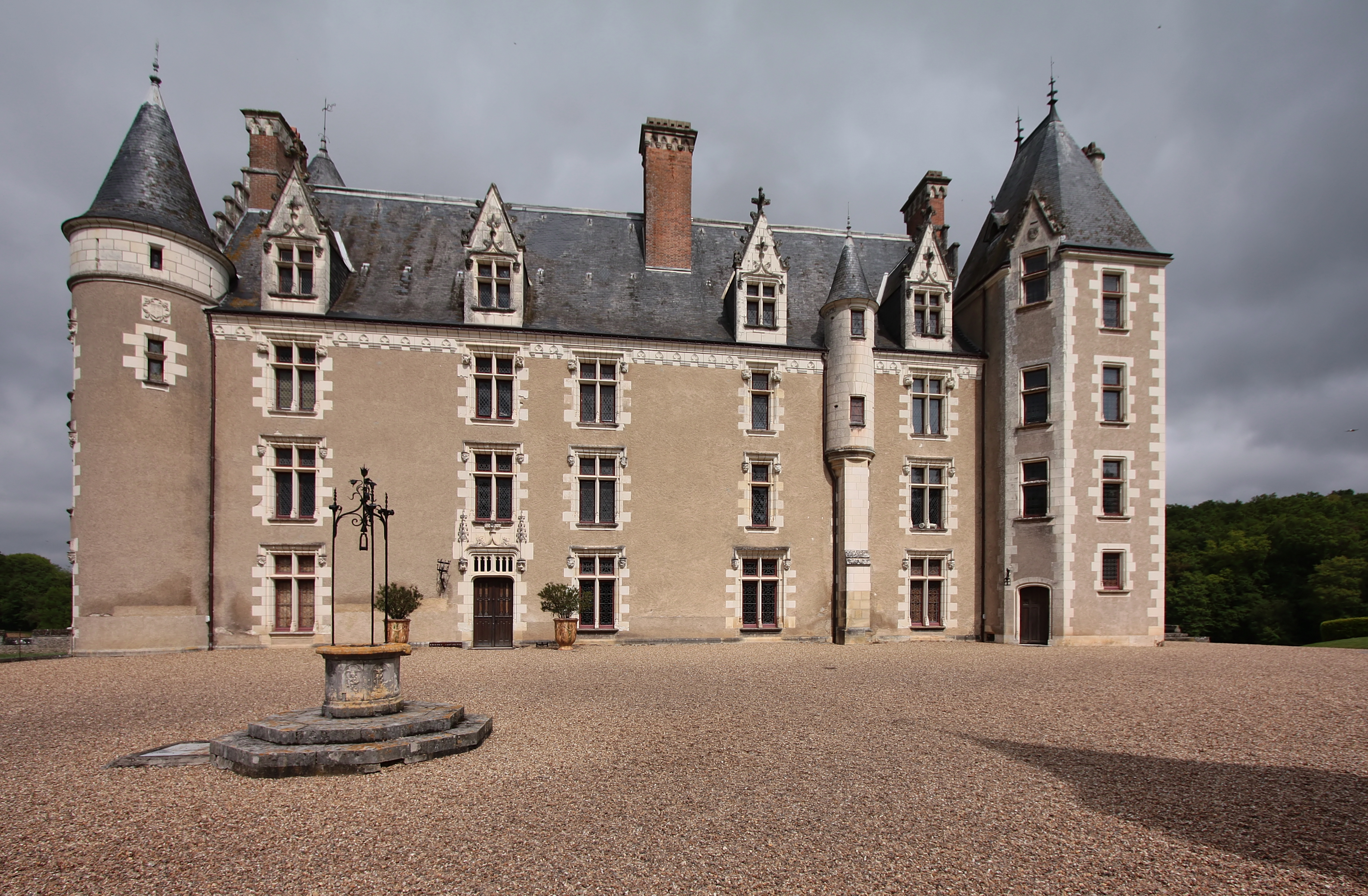
Фасад главной резиденции
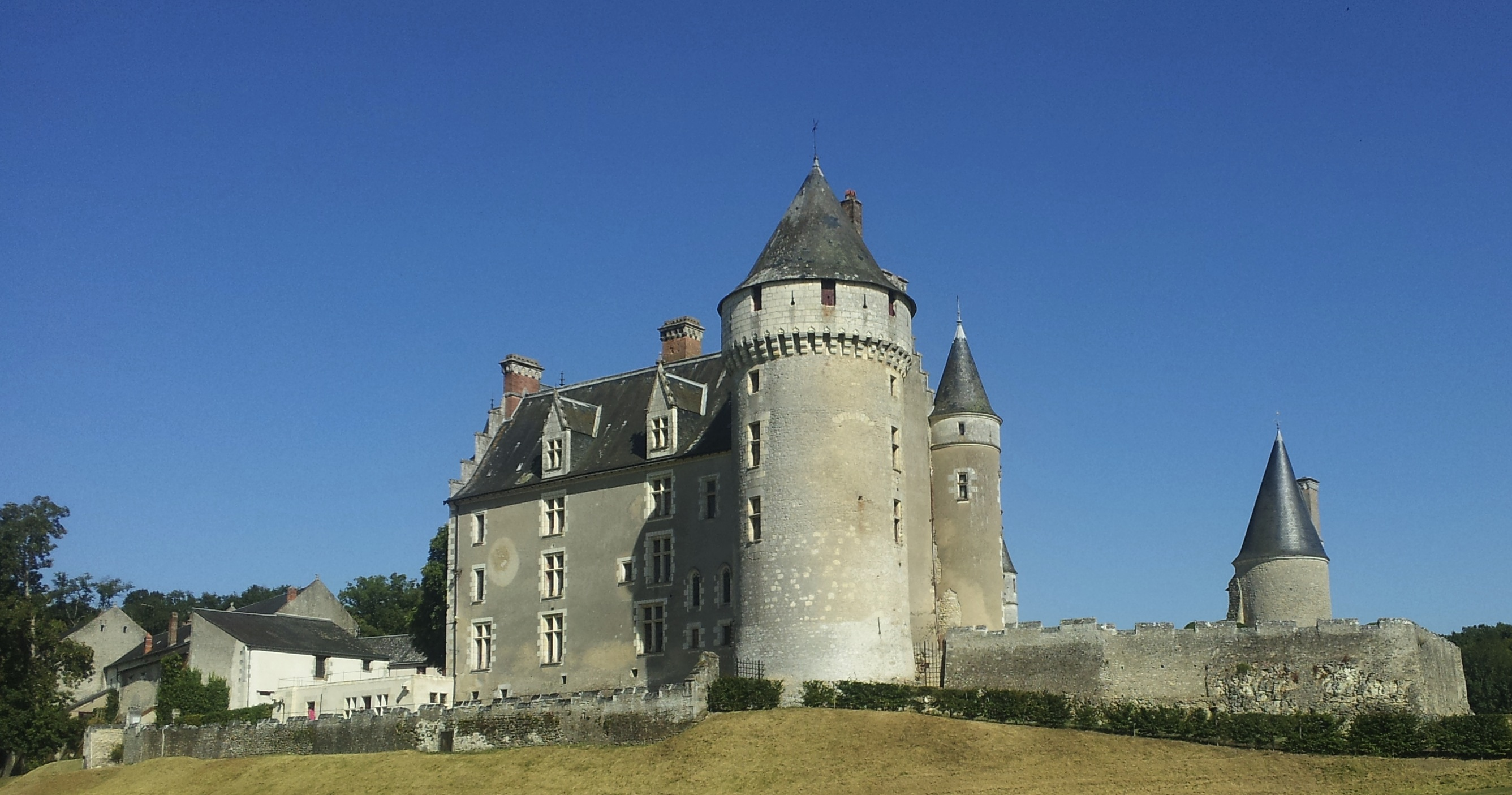
Бывший донжон, интегрированный в комплекс резиденции
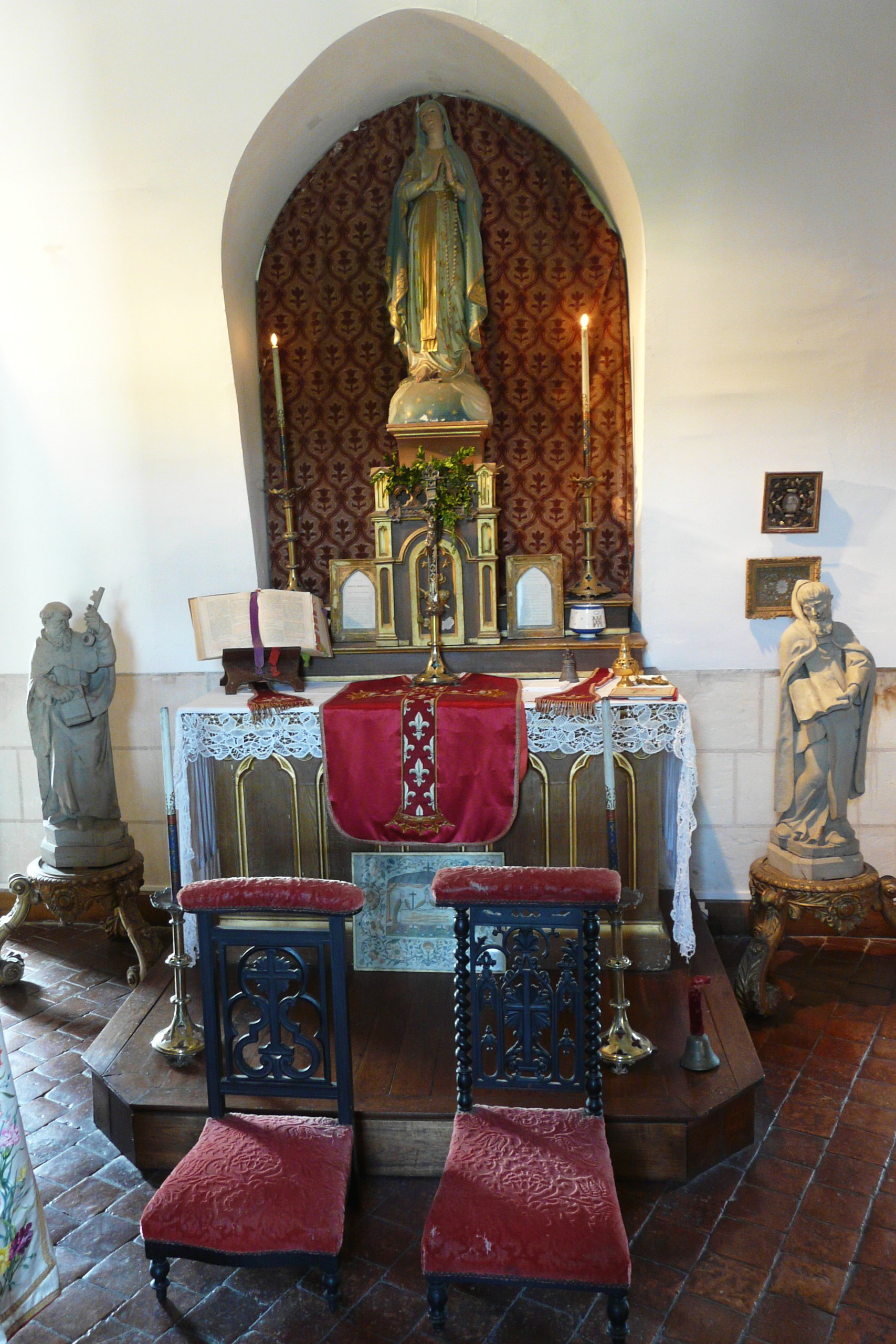
Внутри замковой капеллы